# Ferhat Tekin
Ferhat Tekin (ur. 1 kwietnia 1989) – turecki zapaśnik walczący w stylu klasycznym. Piętnasty na mistrzostwach świata w 2010. Piąty na Uniwersjadzie w 2013. Mistrz śródziemnomorski w 2010, Trzeci na MŚ juniorów w 2008 roku.